# Термінал ЗПГ Александруполіс
Термінал ЗПГ Александруполіс –  інфраструктурний об’єкт для імпорту зрідженого природного газу (ЗПГ) на півночі Греції.
Питання спорудження другого грецького терміналу для імпорту ЗПГ (на додачу до терміналу ЗПГ Ревітусса, що діяв з 1999 року) обговорювалось багато років, при цьому для нього традиційно планували схему із використанням плавучої установки зі зберігання та регазифікації. Нарешті, у 2022-му дійшло до практичної реалізації проекту, який став особливо актувальним в умовах повномасштабного російського вторгнення до України та обраного Єросоюзом курсу на відмову від російських енергоносіїв. 
Установку поставили на довгострокову швартовку у Фракійському морі (північна частина Егейського моря), за 18 км на південний захід від порту Александруполіс та за 10 км від узбережжя. Швартовочний вузол дозволяє судну вільно обертатись навколо нього, щоб зайняти оптимальне положення з огляду на вітер та хвилі. Установка приймає партії ЗПГ із танкерів та за потреби видає регазифіковану продукцію через перемичку діаметром 750 мм та завдовжки 28 км, з яких 24 відносяться до офшорної ділянки (її спорудило трубоукладальне судно "Castoro 10"). На суходолі перемичка сполучається із газопроводом Карачабей – Комотіні.
Для роботи на терміналі зафрахтували плавучу установку FSRU Alexandroupoli, що має резервуари для зберігання ЗПГ ємністю 153500 м3 та номінальну добову потужність з регазифікації у 15 млн м3 (біля 5,5 млрд м3 на рік).
Проект реалізували грецькі компанії Gastrade (40%, створена спеціально для реалізації проекту терміналу), Gaslog LNG (20%, судноплавна компанія, яка надасть плавучу установку), DEPA (20%, державна корпорація, що займається розподілом природного газу) та болгарська Bulgarian Energy Holding (20%). Участь останньої пояснюється планами імпорту газу до Болгарії із використанням терміналу в Александруполісі та газопроводу Комотіні – Стара Загора.